# Сергиевка 1-я
Се́ргиевка 1-я — деревня Меньшеколодезского сельского поселения Долгоруковского района Липецкой области.

## Название
Законом Липецкой области от 11 ноября 2015 года № 463-ОЗ Сергиевка Первая переименована в Сергиевку 1-ю.

## География
Деревня Сергиевка 1-я находится в южной части Долгоруковского района, в 8 км к югу от села Долгоруково. Располагается на берегах небольшого ручья притока реки Лух.

## История
Сергиевка возникла не позднее 1-й половины XIX века. Впервые упоминается в «Списке населённых мест Орловской губернии» 1866 года как владельческие выселки «Кривцово (Сергиевское)» при ручье Малом Колодце, в ней 16 дворов и 148 жителей. Название «Кривцово» по фамилии бывших владельцев здешних земель — помещиков Кривцовых.
В 1905 году Сергиевка значится как одно из селений в приходе Сергиевской церкви села Меньшой Колодезь.
По переписи населения 1926 года в Сергиевке 55 дворов 288 жителей. В 1932 году — 339 жителей.
В 1928 году деревня вошла в состав Долгоруковского района Елецкого округа Центрально-Чернозёмной области. После разделения ЦЧО в 1934 году Долгоруковский район вошёл в состав Воронежской, в 1935 — Курской, в 1939 году — Орловской области, а с 6 января 1954 года в составе вновь образованной Липецкой области.

## Население
| 2010 |
| ---- |
| 18   |

## Транспорт
Грунтовой дорогой Сергиевка 1-я связана с деревней Новинка и центром поселения селом Меньшой Колодезь.
В 5 км к северо-западу от деревни находится железнодорожная станция Ост. плат. 479 км (линия Елец — Валуйки ЮВЖД).